# Aleksej Korotilev
Aleksej Nazirzjonovitsj Korotilev (Russisch: Алексей Назиржонович Коротылёв) (Moskou, 1 maart 1977) is een Russische schaker. Hij is sinds 2000 een grootmeester (GM).
- In januari 2001 werd hij op het Genève Open gedeeld 1e–2e met Semen Dvoirys.[1][2]
- In september 2002 speelde hij mee in het toernooi om het kampioenschap van Rusland dat gewonnen werd door Aleksander Lastin. Korotilev eindigde met 6 punten uit 9 op een gedeeld 2e–5e tweede plaats, samen met Pavel Smirnov, Vasily Yemelin en Aleksander Rustemov.[3]
- In 2004 kwalificeerde hij zich voor de superfinale van het Russisch kampioenschap in Moskou. Er waren 11 deelnemers, Korotilev behaalde 4.5 pt. uit 10 partijen, waaronder een overwinning op Aleksandr Grisjtsjoek en remise tegen de winnaar Garri Kasparov.[4]
- In januari 2005 eindigde hij met 10. pt. uit 13 als tweede op het C-toernooi van het Corus-toernooi in Wijk aan Zee.[5]
- In 2009 werd hij met 7 pt. uit 9 gedeeld 2e–6e met Ernesto Inarkiev, Viorel Iordachescu, Ian Nepomniachtchi en Sergei Tiviakov op het Moskou Open.[6][7]